# Bula de oro

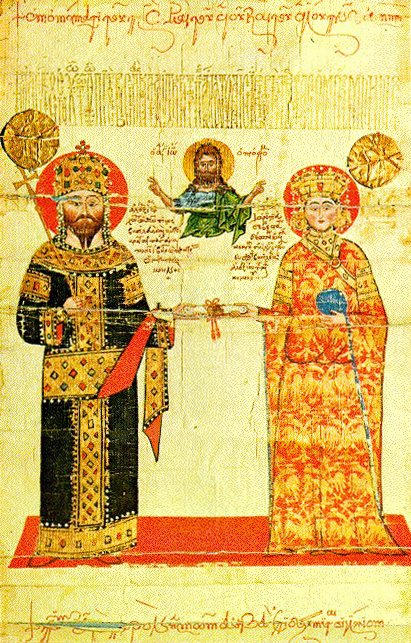
Alejo III de Trebisonda y su esposa Teodora representados como recibiendo una crisóbula bajo la imagen de Cristo (segunda mitad del.

La bula de oro o crisóbula (en latín bulla aurea, derivado del griego χρυσόβουλλο [chrysóvoullo], «sello de oro») es un tipo particular de documento oficial utilizado por la cancillería imperial de Constantinopla y adoptado posteriormente en la Edad Media por las cortes occidentales.
El término deriva del griego antiguo χρυσος (chrysos), es decir, «oro», y del latín bulla, que significa «objeto redondo», en referencia al sello estampado en la parte inferior de los documentos oficiales. Por extensión, el término llegó a emplearse para designar el documento entero. Para indicar la particular importancia del edicto, el sello tenía la característica de ser de oro.

## Tradición bizantina
La chrysóvoullos lógos (χρυσόβουλλος λόγος, «Ley del Sello de Oro»), o simplemente crisóbula, era un documento oficial emanado por la cancillería palatina del Imperio bizantino, considerado como el más importante de los actos imperiales. La ideología imperial bizantina identificaba al emperador como el soberano del único imperio universal legítimo, elegido directamente por Dios.
En este sentido, las crisóbulas se utilizaban sobre todo en la política exterior imperial, siendo presentadas como actos de concesión imperial los resultados de las negociaciones diplomáticas, a menudo realizadas entre iguales. Este modo de obrar, permitió al imperio mantener una condición formal de superioridad, incluso con los vecinos más poderosos.
Durante cerca de ocho siglos, se mantuvo la utilización de emitir crisóbulas unilateralmente, sin obligaciones para la contraparte. Esto, con el tiempo, resultaba desfavorable para los bizantinos en la aplicación de los compromisos contraídos con las potencias extranjeras, por lo que a partir del siglo XII se comenzaron a introducir fórmulas vinculantes y obligaciones juradas.
En siglo XIII, su utilización pasó a las cancillerías de los imperios de Nicea y Trebisonda.
Entre los documentos más importantes de este tipo publicados en Bizancio, se encuentran:
- Crisóbula de 885 del emperador Basilio I, sobre la concesión de autonomía al Monte Athos como territorio consagrado a la ascesis.
- Crisóbula de 1082 del emperador Alejo I Comneno, sobre los derechos comerciales de Venecia, en el Oriente.
- Crisóbula de 1126 del emperador Juan II Comneno sobre los derechos comerciales venecianos.

## Utilización en el Occidente

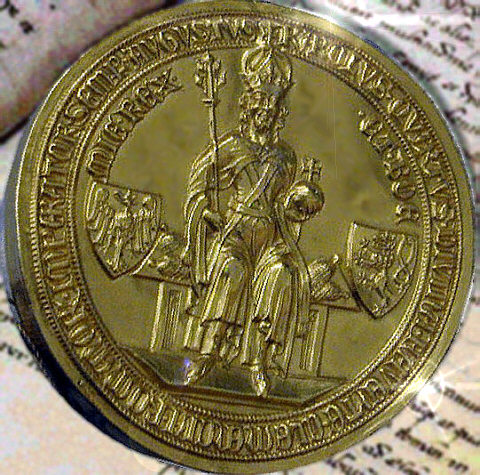
Bula de oro de 1356 emanada del Emperador del Sacro Imperio Romano Germánico Carlos IV.

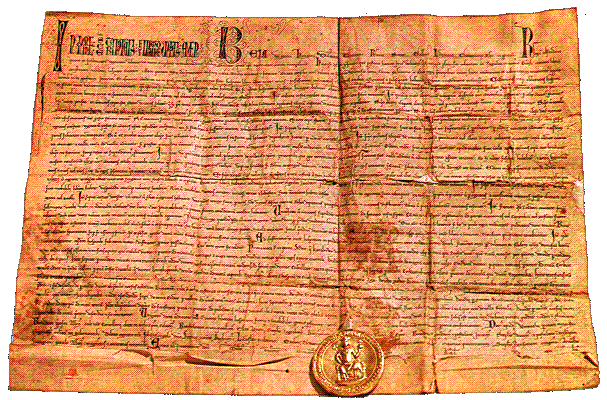
Bula de oro de 1242 de Béla IV a los habitantes de Zagreb en Croacia.

Desde la tradición bizantina, la utilización de la Bulla Aurea se extendió en la Edad Media a la Europa occidental con las bulas papales, las bulas imperiales y las emitidos por otros soberanos occidentales. El carácter excepcional con el que recurrieron al uso del oro en la promulgación de bulas en Occidente, hizo que las bulas de oro sólo se utilizaran en documentos de particular importancia.
Entre los documentos más importantes emitidos en Occidente, se encuentran:
- Bulla Aurea de Sicilia de 1212 del emperador Federico II del Sacro Imperio Romano Germánico.[1]
- Bulla Aurea de 1213 del emperador Federico II.
- Bulla Aurea de 1214 del emperador Federico II por la que cede los territorios al norte de los ríos Elba y Elde al rey Valdemar II de Dinamarca.
- Bulla Aurea de 1222 del rey Andrés II de Hungría por la que confirmó los derechos de la nobleza.
- Bula de oro de 1224 (La Diploma Andreanum o Goldenen Freibrief) de 1224 del rey Andrés II de Hungría, que garantizaba determinados derechos a los habitantes sajones de Transilvania.
- Bulla Aurea de Rímini de 1226 del emperador Federico II del Sacro Imperio Romano Germánico.
- Bula de oro de 1242 del rey Béla IV para los habitantes de Gradec (hoy Zagreb) y Samobor en Croacia, durante la invasión mongol de Europa, por la que se proclamaba un burgo libre real.[2]
- Bulla Aurea de 1267 del rey Bela IV de Hungría.
- Bulla Aurea de 1348 del rey Carlos I de Bohemia y más tarde emperador como Carlos IV para establecer la Universidad Carolina en Praga.
- Bulla Aurea de 1356 del emperador Carlos IV del Sacro Imperio Romano, promulgándola en la Dieta de Núremberg, por la que se establecía la estructura del Sacro Imperio Romano y la sucesión imperial. Es probablemente la bula de oro más famosa.[3]
- Bulla Aurea de 1702 del emperador Leopoldo I del Sacro Imperio Romano para establecer la Akademia Leopoldina en Breslavia, la futura Universidad de Breslavia (Universitas Vratislatensis).